# Сырдах (Усть-Алданский улус)
Сырдах (якут. Сыырдаах) — село в Усть-Алданском улусе Республики Саха (Якутия) России. Административный центр Берт-Усовского наслега.

## География
Село находится в центральной части Якутии, в пределах Центральноякутской равнины, на южном берегу озера Сырдах, на расстоянии примерно 17 километров (по прямой) к юго-западу от села Борогонцы, административного центра улуса. Абсолютная высота — 150 метров над уровнем моря.
Климат
Климат характеризуется как резко континентальный. Средняя температура воздуха самого тёплого месяца (июля) составляет 18,7 °C; самого холодного (января) — −42,6 °C. Среднегодовое количество атмосферных осадков составляет 234 мм. Основное количество осадков выпадает в период с апреля по октябрь. Снежный покров держится в течение 225—250 дней в году.
Часовой пояс
Село Сырдах находится в часовой зоне МСК+6. Смещение применяемого времени относительно UTC составляет +9:00.

## Население
| 1989 | 2002 | 2010 | 2021 |
| ---- | ---- | ---- | ---- |
| 1000 | ↘860 | ↘781 | ↘733 |

Половой состав
По данным Всероссийской переписи населения 2010 года в гендерной структуре населения мужчины составляли 48,4 %, женщины — соответственно 51,6 %.
Национальный состав
Согласно результатам переписи 2002 года, в национальной структуре населения якуты составляли 90 %.

## Улицы
Уличная сеть села состоит из четырнадцати улиц и двух переулков.